# Boven-Galilea
Boven-Galilea (Hebreeuws: הגליל העליון, HaGalil Ha'Elyon; Arabisch: الجليل الأعلى, Al Jaleel Al A'alaa)  is een streek in het huidige Israël en in Libanon. Om politieke redenen wordt Libanon vaak buiten beschouwing gehouden, maar historisch wordt het gebied begrensd aan de noordkant door de rivier de Litani. Boven-Galilea wordt als streek onderscheiden van Beneden-Galilea, het laatst genoemde gebied ligt in haar geheel in Israël en vormt de zuidelijke begrenzing. Aan de westkant wordt het gebied begrensd door de Middellandse Zee en aan de oostkant door de Hula vallei en de rivier de Jordaan.
Boven-Galilea heeft een oppervlakte van 1500 km², waarvan 700 km² in Israël gelegen is en 800 km² in Libanon. In Libanon wordt een deel van het gebied, dat onderdeel uitmaakte van het Heilige Land, Belad Bechara genoemd, wat kan worden vertaald als "het land van het evangelie".
Het hoogste punt is de Meronberg van 1208 meter boven de zeespiegel.

## Afbeeldingen

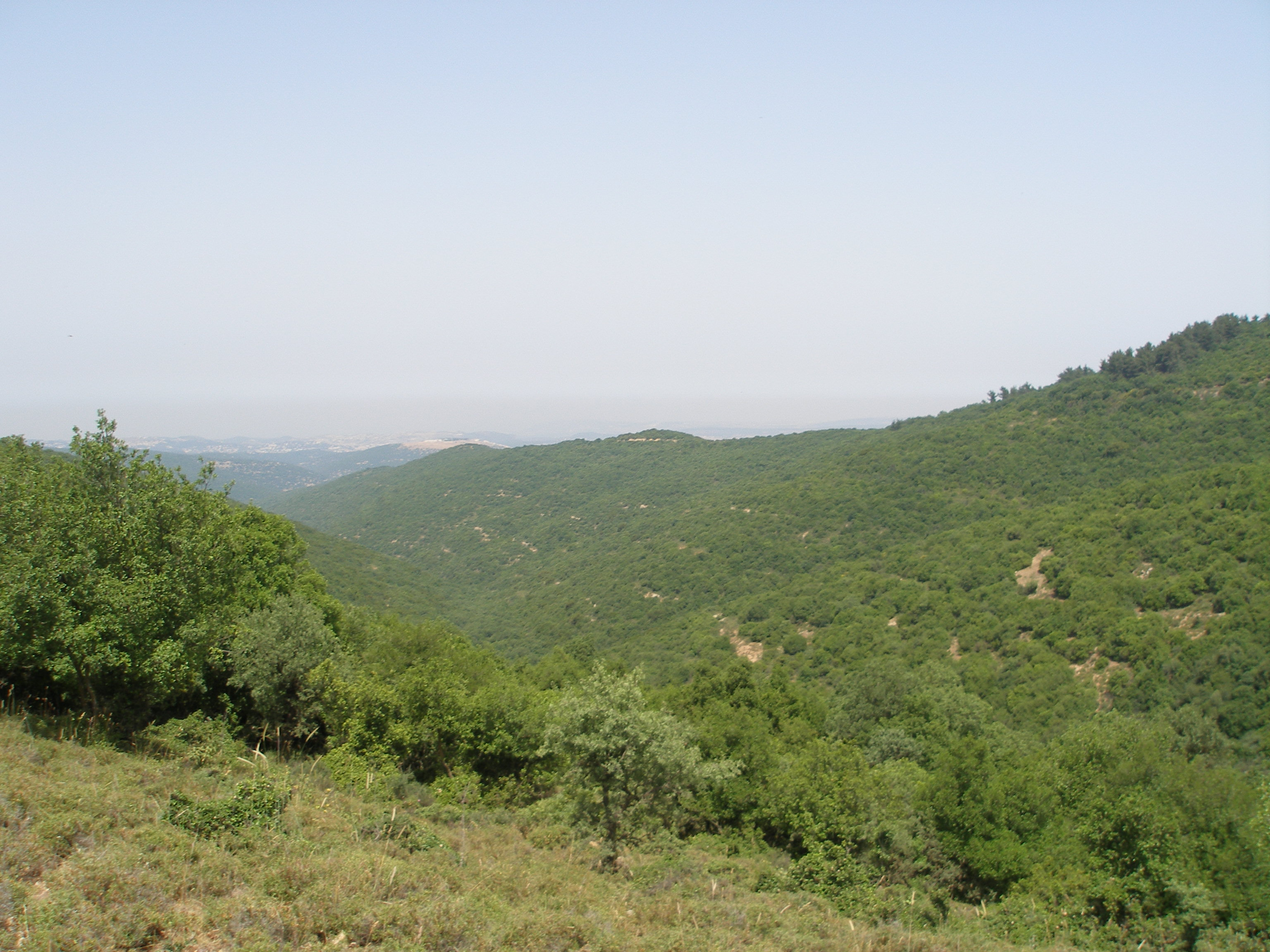
Berggebied in Boven-Galilea
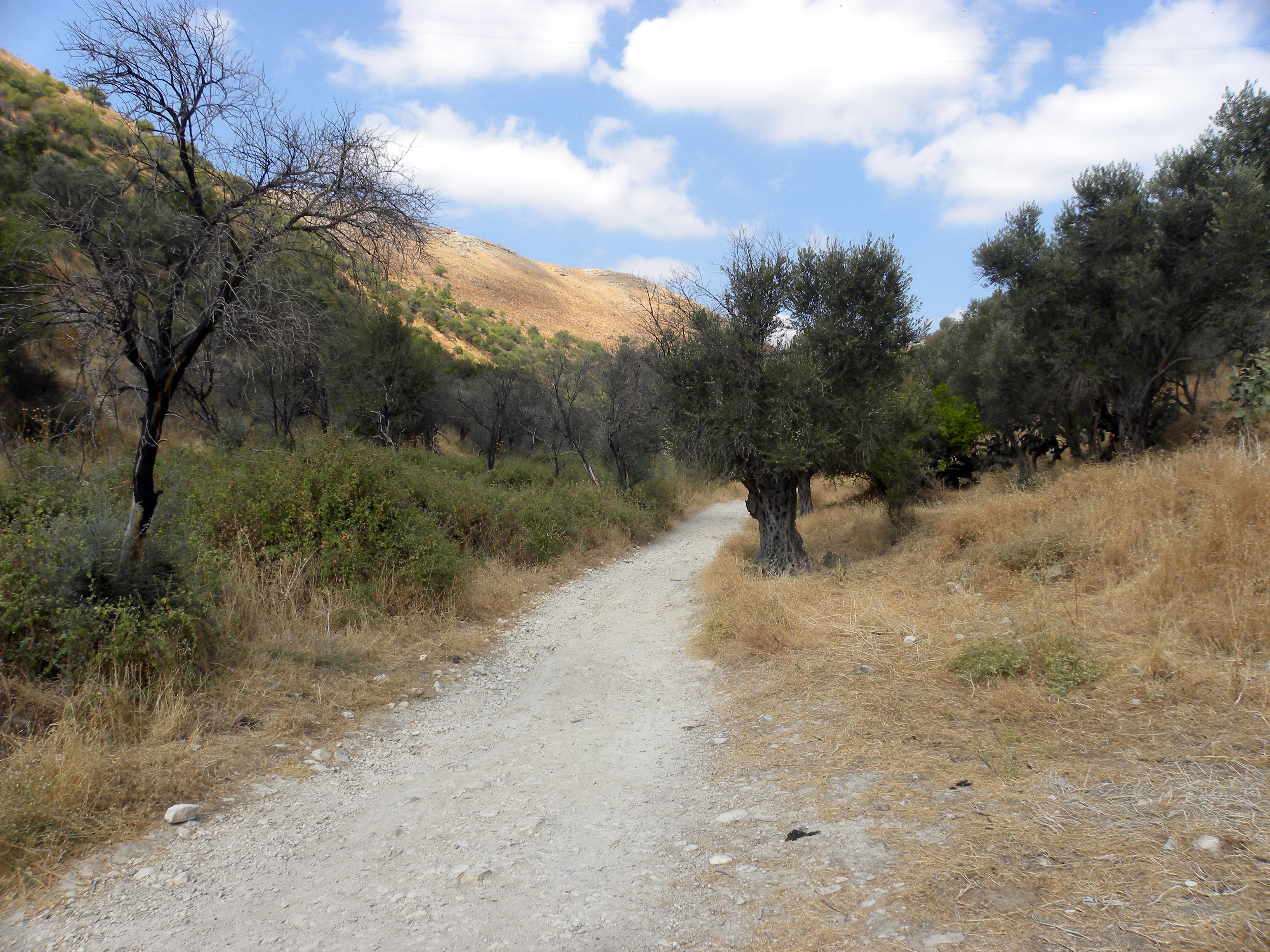
De oude weg tussen Rosh Pina en Safed
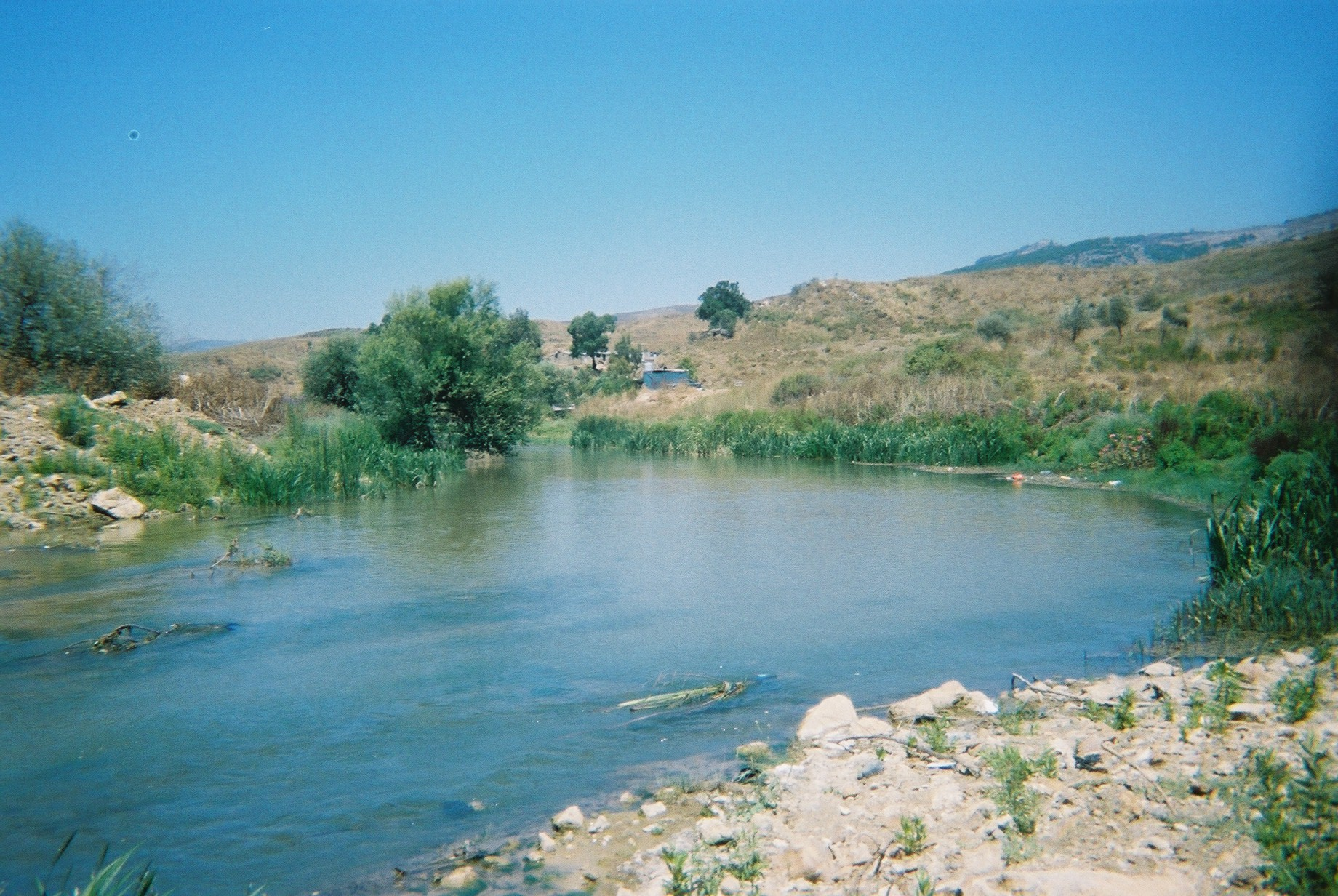
De Litani als noordelijke grens van Boven-Galilea
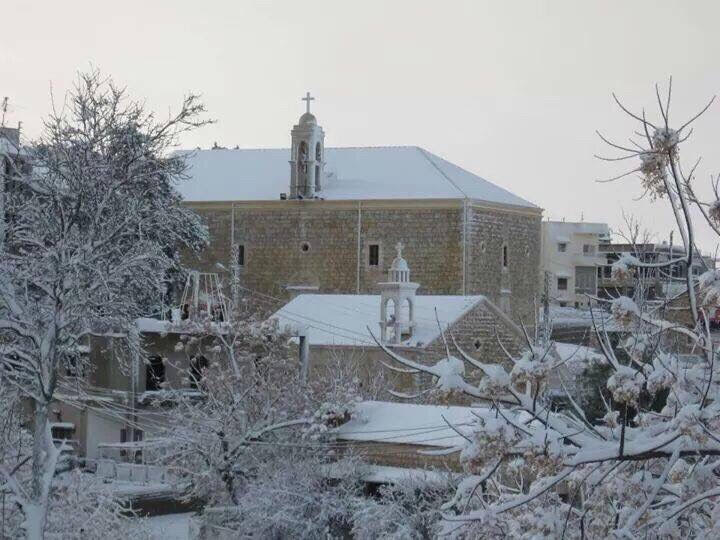
Het dorp Ain-Ebel in het Libanese deel van Boven-Galilea
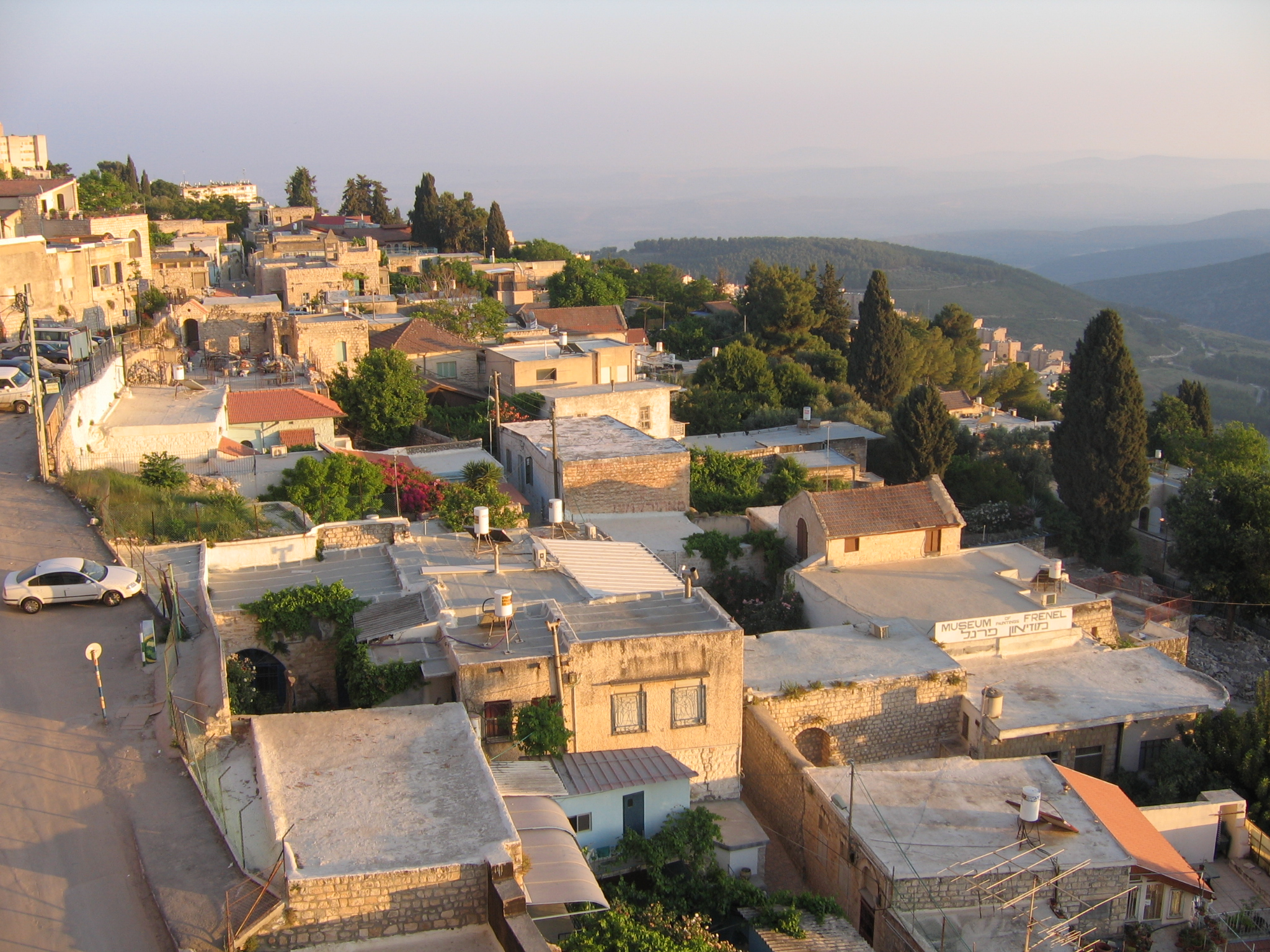
De stad Safed in het Israëlische deel van Boven-Galilea, dit was een belangrijke handelsstad tijdens de Kruisvaardersstaten en was in de 16e eeuw het centrum van de joodse mystieke Kabbala en het islamitische soefisme.
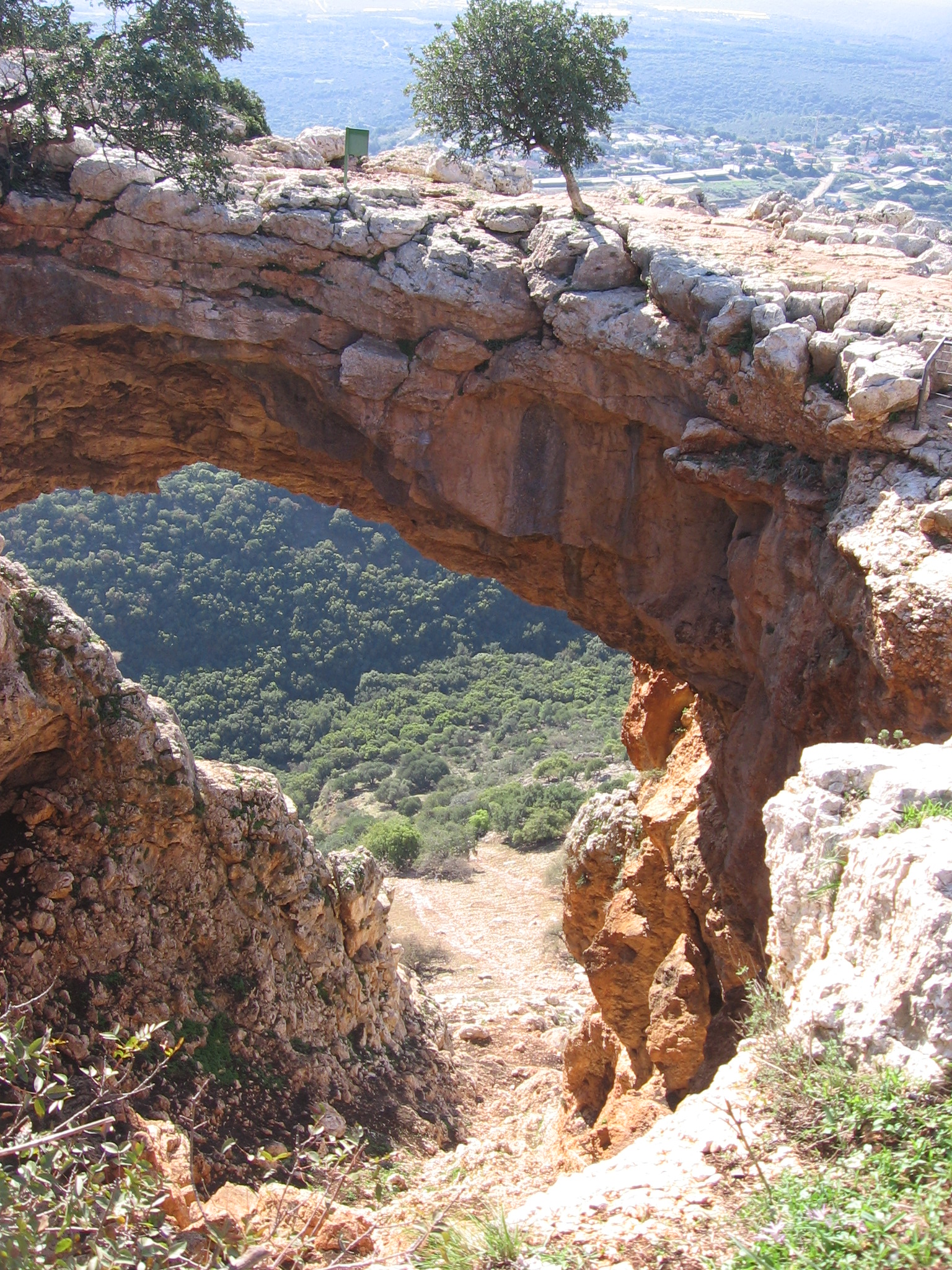
De natuurlijke boog van de Keshet grot in het Israëlische deel van de Boven-Galilea
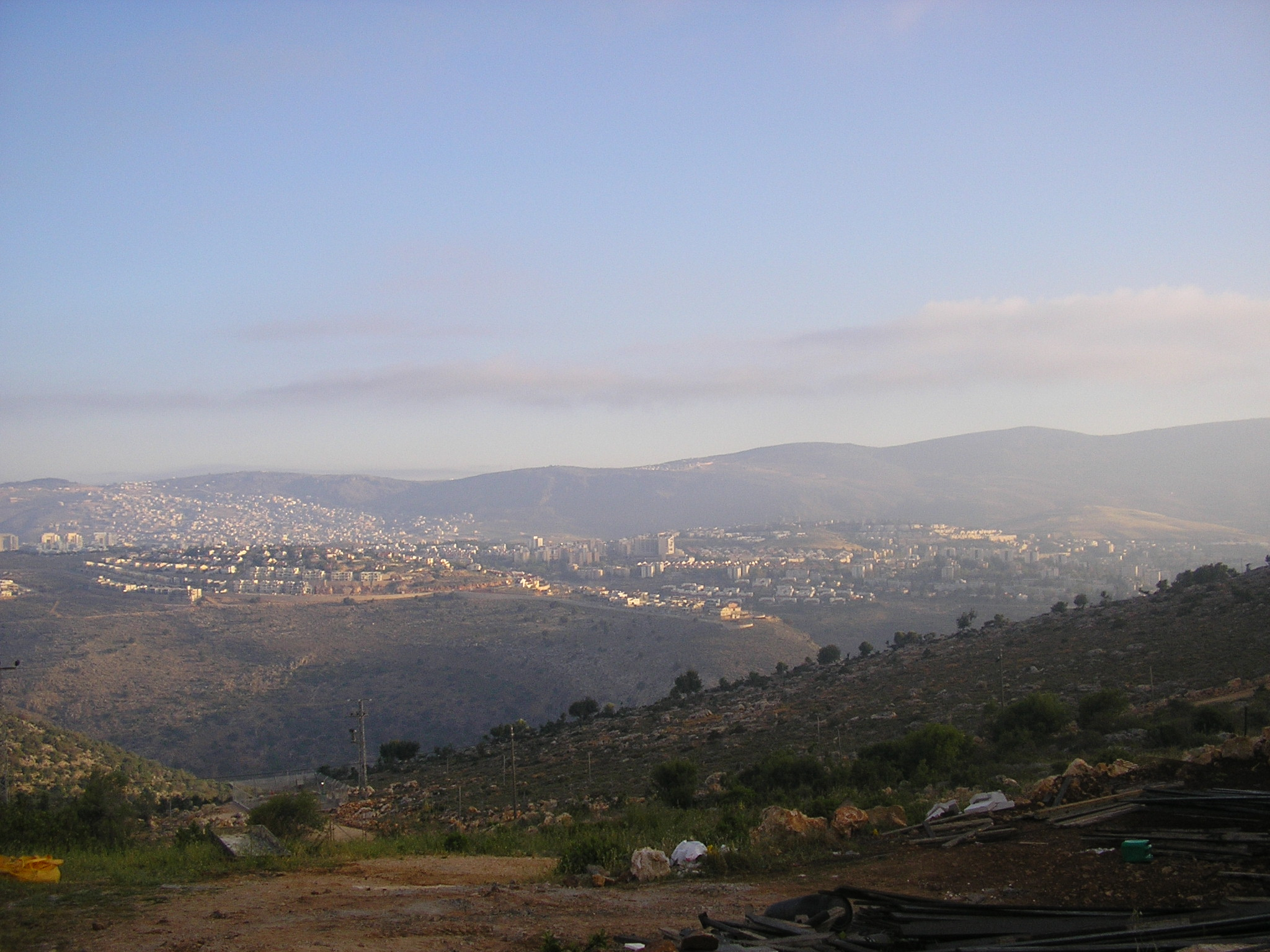
De stad Karmiel in het Israëlische deel van Boven-Galilea
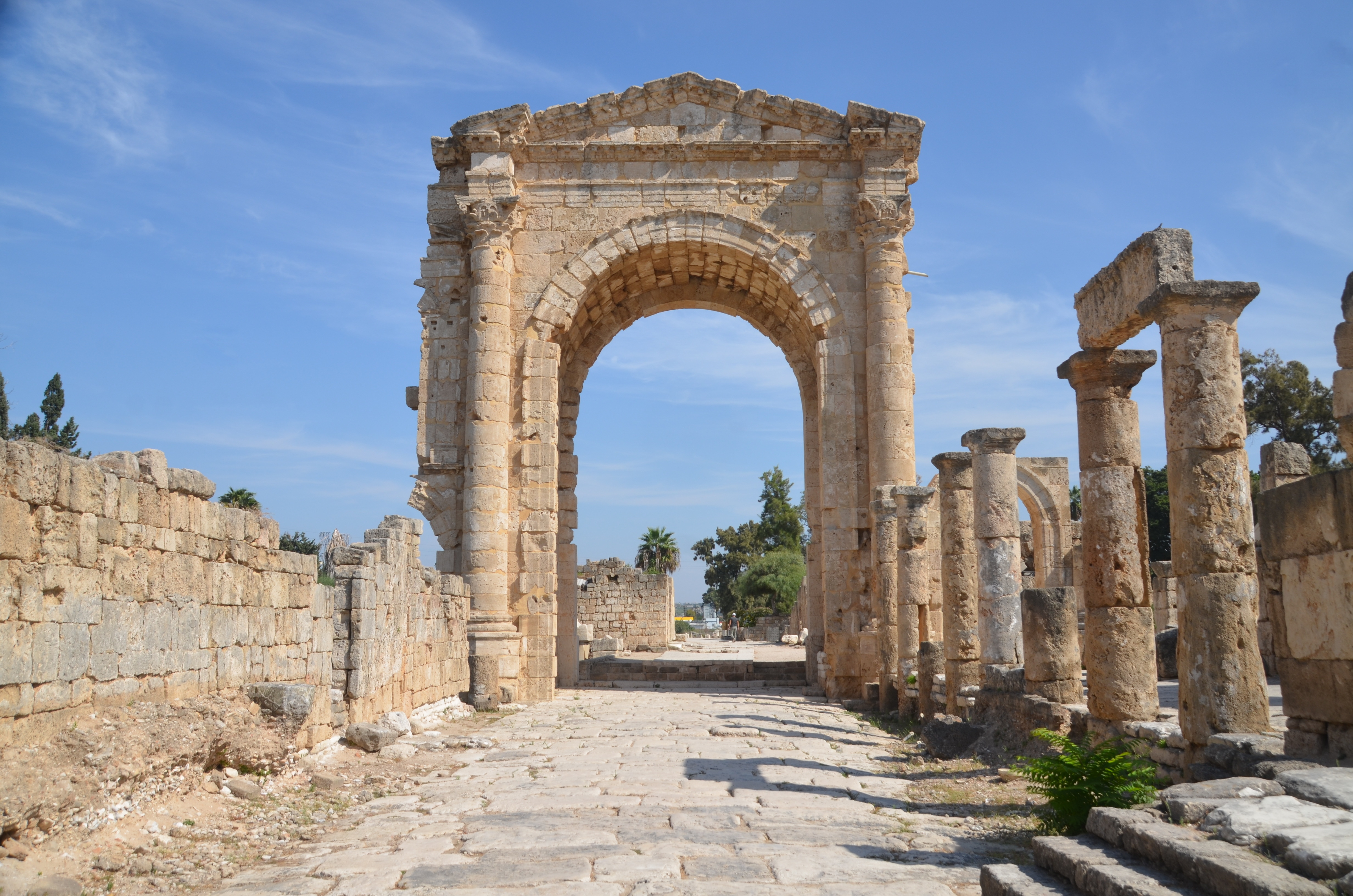
De Hellinische Triomfboog van Tyrus, een stad in het Libanese deel van Boven-Galilea
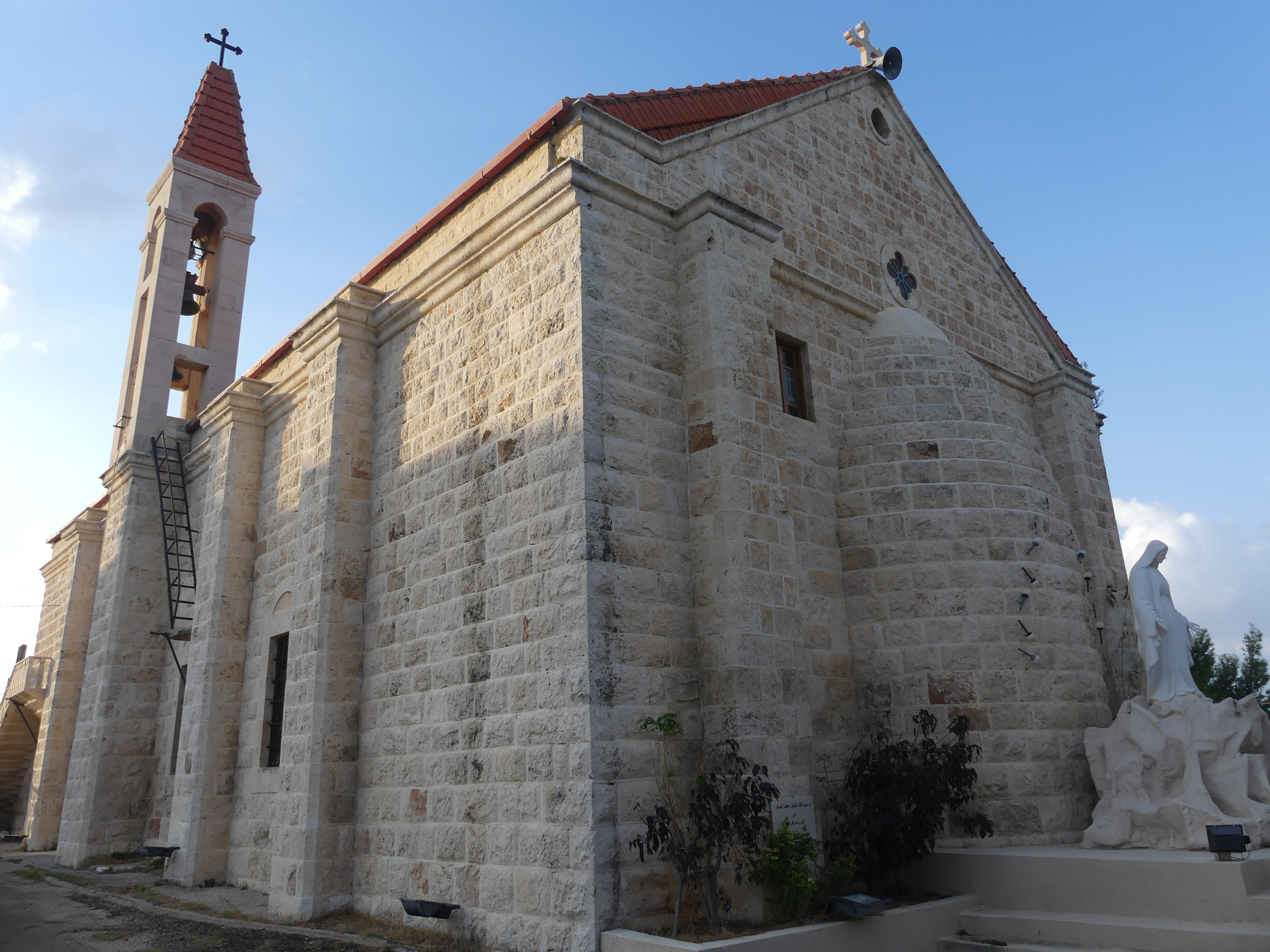
De Sint-Jozefkerk in Qana,Libanon. Dit dorp in Boven-Galilea wordt gezien, aan een van de drie Bijbelse plekken die het beroemde dorp met de veranderende wijnwonder van Jezus kan zijn, de andere twee dorpen die voor deze plek in aanmerking komen liggen in Israel
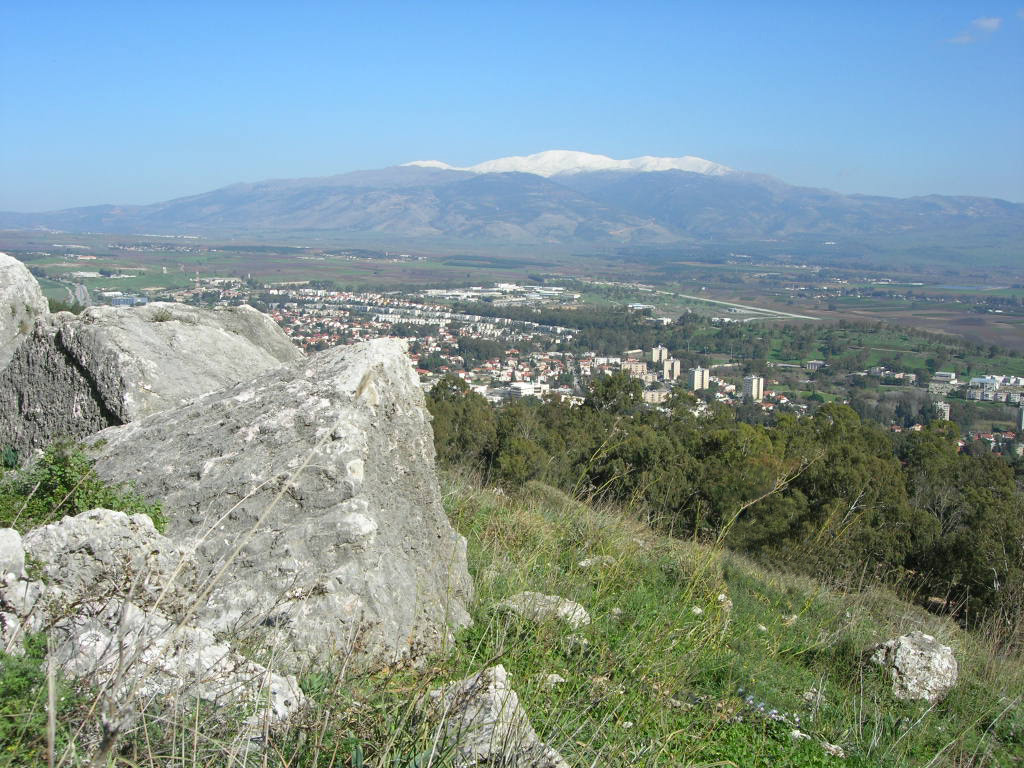
De stad Kirjat sjmona in het Israëlische deel van Boven-Galilea
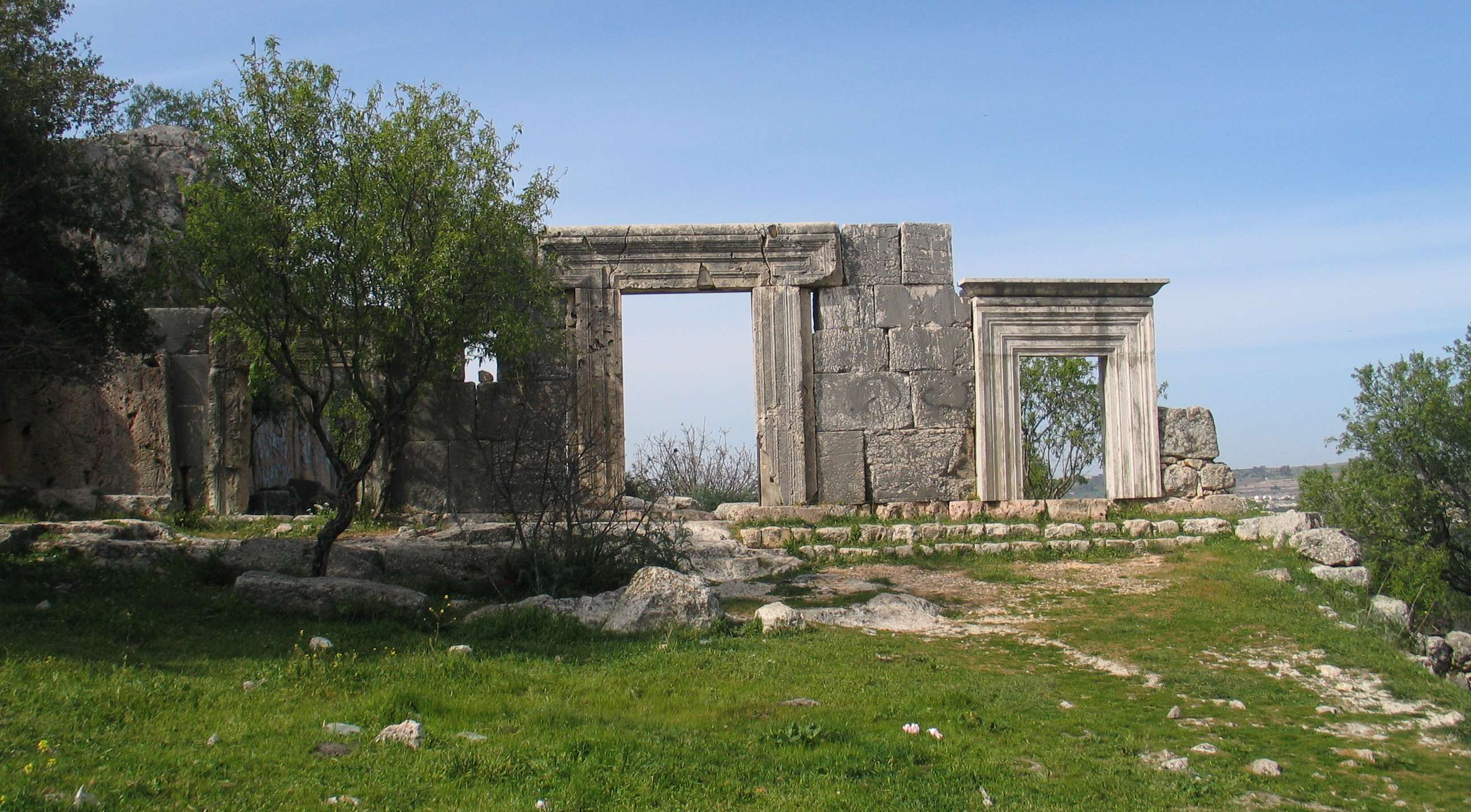
Ruïnes van de 2e-eeuwse synagoge van Rashbi in Meron, een stad aan de voet van de Meronberg in het Israëlische deel van Boven-Galilea.
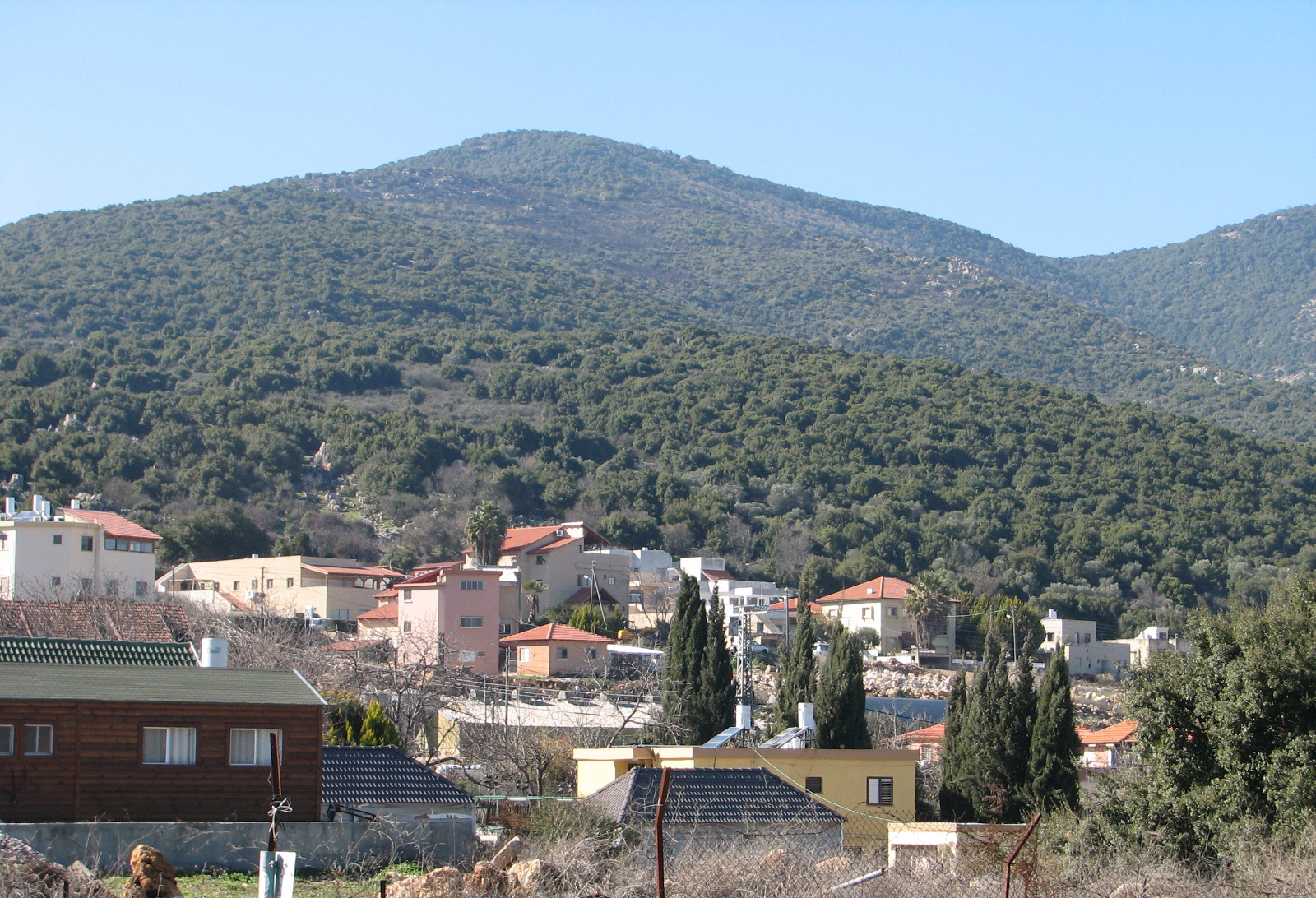
De Meronberg, met 1208 meter, de hoogste piek van Boven-Galilea
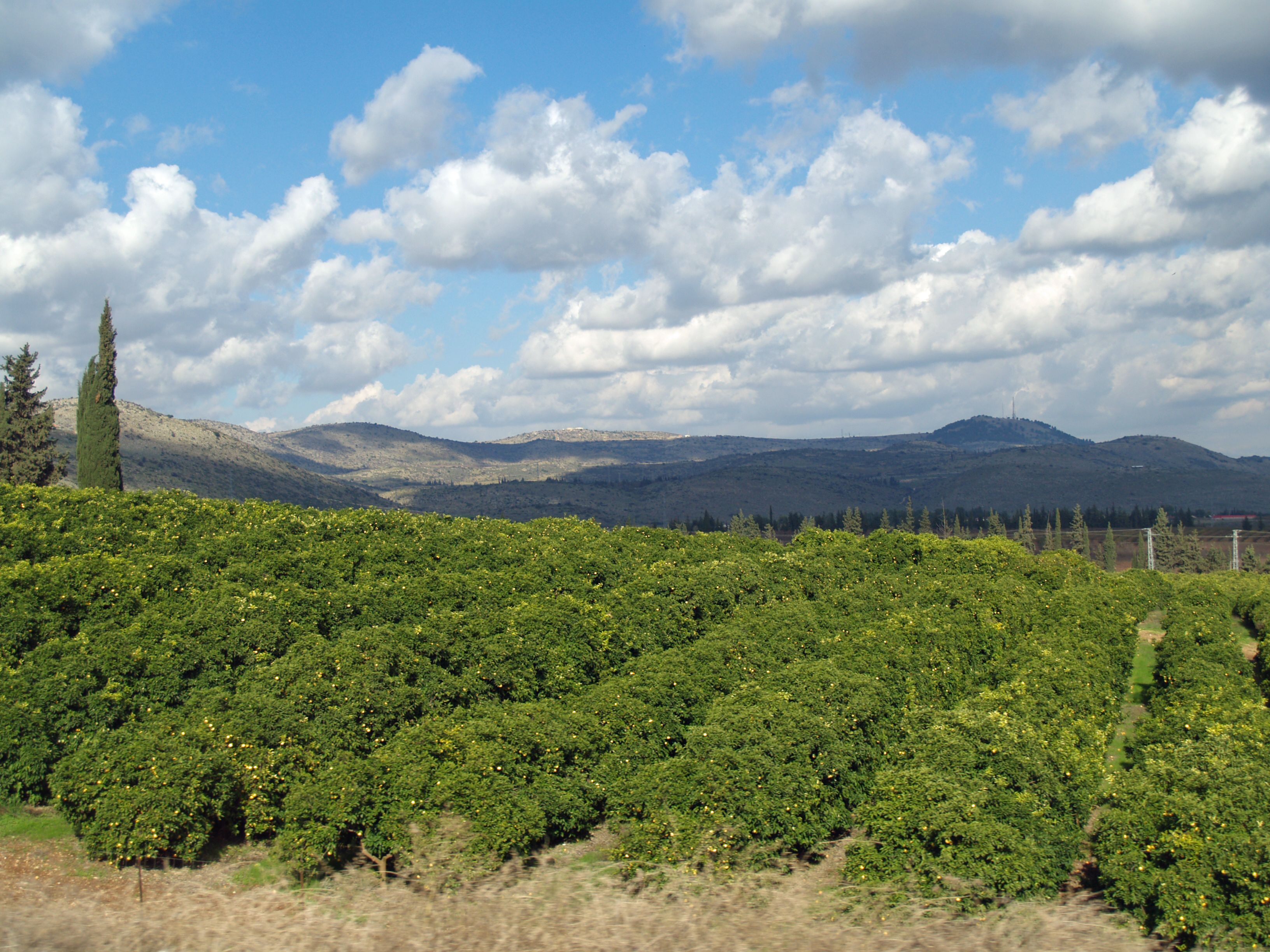
Citroenenboomgaard in het Israëlische deel van Boven-Galilea
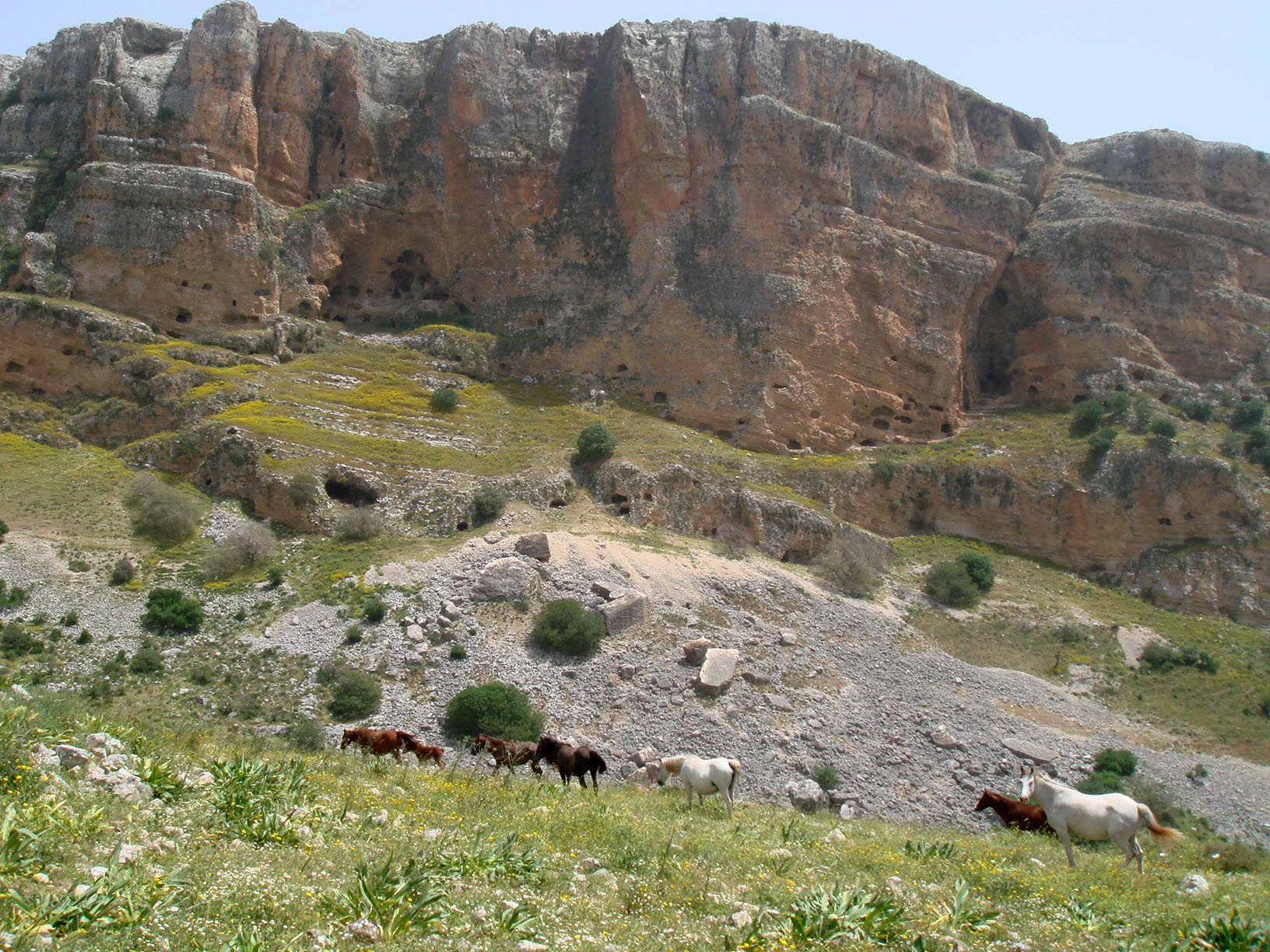
Paarden aan de Amudbeek en rotsformaties nabij het Israëlische Meer van Galilea